# Chiến tranh Ottoman-Safavid (1623–1639)
Chiến tranh Ottoman-Safavid (1623 – 1639) là cuộc chiến cuối cùng trong một chuỗi chiến tranh giữa đế quốc Ottoman (Thổ Nhĩ Kỳ) và đế quốc Safavid (Ba Tư), hai quốc gia hùng mạnh nhất Trung Đông vào thời bấy giờ. Sau khi Quân đội Ba Tư chiếm được Bagdad và phần lớn Iraq, cuộc chiến tranh rơi vào tình thế bế tắc, bởi vì Đế quốc Ba Tư không đủ sức để mở mang xa hơn, trong khi Đế quốc Ottoman đang vướng vào các cuộc chiến tranh ở Âu châu đồng thời nhiều cuộc bạo loạn bùng nổ trong nước. Cuối cùng, Quân đội Ottoman chiếm lại được Bagdad, và cuộc chiến kết thúc bằng Hòa ước Zuhab với kết quả là Đế quốc Ottoman chiến thắng, vùng Lưỡng Hà rơi vào quyền kiểm soát của Đế quốc Ottoman trong nhiều thập kỷ cho đến khi mất quyển kiểm soát vùng này trong cuộc Chiến tranh thế giới lần thứ nhất.
Cuộc chiến tranh này kéo dài 17 năm. Trong những năm đầu, quân Ba Tư thường xuyên đánh bại quân Ottoman trên các mặt trận, trong khi tự quân Thổ Nhĩ Kỳ là Murad IV còn thơ ấu, chưa thể trị nước. Tuy vậy, khi trưởng thành, Sultan Murad IV đàn áp các cuộc bạo loạn trong nước, rồi xây dựng lại bộ máy nhà nước. Kể từ năm 1635, ông thân chinh thống lĩnh Quân đội Ottoman trên các mặt trận. Cùng năm ấy, ông cùng với 100.000 binh sĩ chiếm được Yerevan. Ngoài ra, Quân đội Ottoman còn cướp phá cả cố đô Tabriz. Dù vậy, cuối năm 1635, Sultan Murad IV ca khúc khải hoàn về kinh đô Istanbul. Mùa xuân năm sau, vua Safi của Ba Tư phản công và tái chiếm Yerevan.

## Bagdad thất thủ
Sau khi mất Yerevan về tay Ba Tư, vua Murad IV mở một chiến dịch xâm chiếm Bagdad. Quân đội của ông đã tiến về Bagdad ngày 16 tháng 11 năm 1638. Sau hơn 30 ngày bị Quân đội Ottoman bao vây, thành Bagdad thất thủ.
Hiệp ước Zuhab được ký kết: Yerevan và Azerbaijan thuộc về Ba Tư, Bagdad và núi Zagros thuộc về Thổ Nhĩ Kỳ.